# Washingtonská konference
Washingtonská konference byla reakcí na další kolo závodů ve zbrojení, které začalo ihned po skončení první světové války. Probíhala mezi 12. listopadem 1921 až 6. únorem 1922. Účastnickými zeměmi byly USA, Spojené království Velké Británie a Irska, Francie, Japonské císařství, Italské království, Belgie, Nizozemsko, Portugalsko a Čínská republika. Jednání skončila podpisem několika dohod.

## Situace po první světové válce

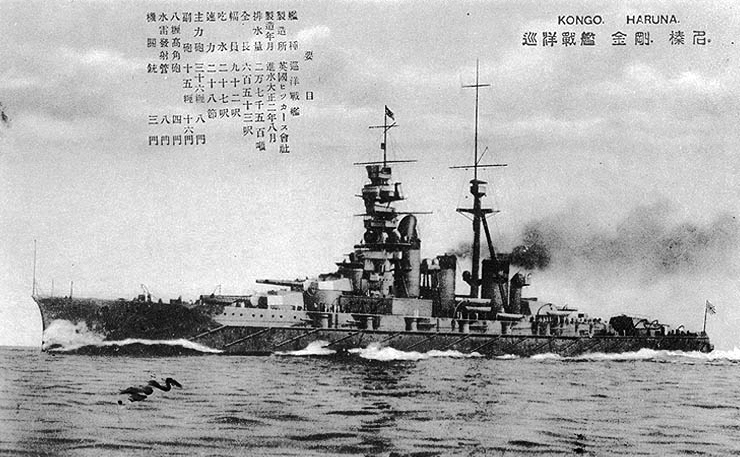
Bitevní křižník Kongó

První světová válka zásadně proměnila poměr sil na světových mořích. Německá flota se sama potopila v britském Scapa Flow, aby nepadla do zajetí. Další mocnosti Francie a Itálie, stojící na konci války na pokraji finančního krachu, neměly na stavbu nových těžkých lodí prostředky a občanskou válkou vyčerpané bolševické Rusko na stavbu těžkých lodí nepomýšlelo.
Na druhé straně byla trojice mocností, které po válce soupeřily o nadvládu nad světovými moři. Velká Británie věnovala během války astronomické částky na stavbu nových těžkých lodí, ale po válce již jen dokončovala bitevní křižník HMS Hood a se stavbou dalších plavidel nepočítala. Přesto Admiralita plánovala, že bude mít ve stavu 33 bitevních lodí a 8 bitevních křižníků (z nichž však 9 bitevních lodí považovala za zastaralé).
Na druhé straně stály USA, které neměly za války větších ztrát a které již v roce 1916 vyhlásily ambiciózní program rozvoje svého loďstva (stavbou 10 bitevních lodí a 6 bitevních křižníků), ke kterému chtěly po válce přidat dalších 10 bitevních lodí a 6 bitevních křižníků. Tím by síla USA na světových mořích předstihla sílu Velké Británie (o 7 bitevních lodí a 3 bitevní křižníky, navíc vyzbrojené děly ráže 406 mm, které neměla žádná britská loď). Británie nebyla příliš ochotná takovou situaci akceptovat.
Po válce se na pozici třetí největší námořní mocnosti překvapivě vyšvihlo Japonsko. To mělo na konci války 4 moderní bitevní lodě, 4 bitevní křižníky a jeho loděnice už měly světovou kvalitu. Japonsko plánovalo program po jehož dokončení by mělo 13 bitevních lodí (z toho ale 2 predreadnoughty a zastaralou Seccu) a 12 bitevních křižníků. Japonsko se snažilo o udržení poměru počtu amerických a japonských těžkých jednotek 10:7.

## Začátek konference
Americký státní tajemník Charles E. Hughes tedy svolal na podzim 1921 do Washingtonu konferenci, které se účastnila Velká Británie, Japonsko, Francie a USA. Konference měla zabránit možnému zhoršení mezinárodních vztahů a dalším závodům ve zbrojení. Sami Američané chtěli dosáhnout parity s Velkou Británií a narušit Britsko-japonské spojenectví, které podle nich hrozilo zatažením Británie do případné války s USA po boku Japonska.

## Nový poměr sil

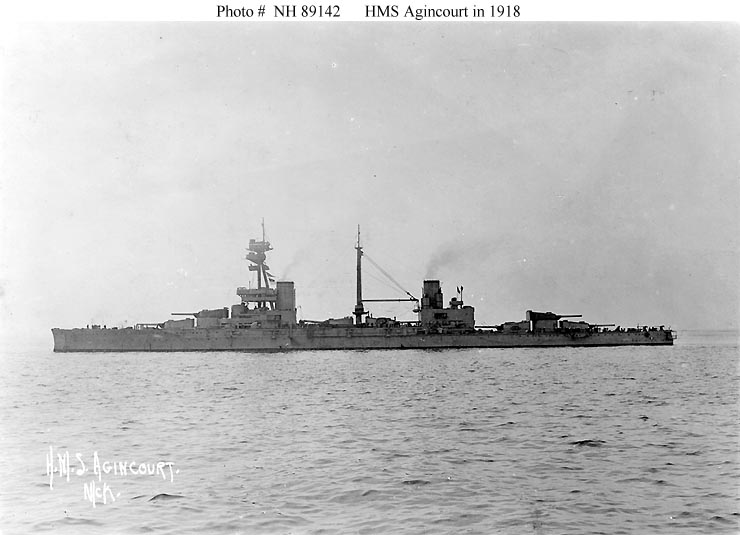
HMS Agincourt - jedna ze starších britských bitevních lodí, které musely být vyřazeny

Hlavním závěrem konference bylo stanovení poměru sil bitevních lodí jednotlivých zemí. Přestože USA chtěla omezit všechny kategorie, nepodařilo se to. Poměr byl stanoven na 5 : 5 : 3 : 1,67 : 1,67 (Británie, USA, Japonsko, Francie, Itálie). V absolutních číslech byl stanoven poměr výtlaku bitevních lodí na 525 000 : 525 000 : 315 000 : 175 000 : 175 000 tun standardního výtlaku. Standardní výtlak byl definován jako hmotnost dokončené lodě s plnou posádkou, s motory a vybavením, připravené k vyplutí na moře a to včetně výzbroje a munice, vybavení, výstroje, zásob a pitné vody jako za válečného stavu, ovšem bez paliva a náhradní vody do kotlů. Základní jednotkou při definování výtlaku lodí byla imperiální tuna (1016 kg). Znamenalo to sešrotování velkého množství starých, nebo rozestavěných válečných lodí (USA - 30 lodí s výtlakem 845 750 T, Británie a Japonsko 36 lodí s výtlakem 1 032 303 T).
Británie proto vyřadila 13 starších a v té době už zastaralých bitevních lodí a bitevních křižníků, 4 bitevní lodě třídy Orion, bitevní loď HMS Agincourt a oba bitevní křižníky třídy Lion. Zůstalo tedy 18 bitevních lodí a 4 bitevní křižníky (nejnovější Tiger, Repulse, Renown a Hood).
USA vyřadily 4 nejstarší bitevní lodě a sešrotovaly 11 rozestavěných bitevních lodí a bitevních křižníků. Zůstalo jim 18 kusů.
Japonsko vyřadilo dvě zastaralé bitevní lodě a bitevní loď Seccu. Navíc muselo zrušit stavbu několika dalších naplánovaných, nebo již rozestavěných jednotek. To se týkalo rozestavěné bitevní lodě Tosa (její sesterská bitevní loď Kaga byla později přestavěna na letadlovou) a obou bitevních lodí třídy Kii (Kii a Owari). Dva bitevní křižníky třídy Amagi směly být přestavěny na letadlové lodě a druhé dvě rozestavěné jednotky téže třídy (Atago a Takao) byly sešrotovány. Rovněž byla zrušena plánovaná stavba dalších šesti (ještě nepojmenovaných) bitevních křižníků. Japonsku zůstalo 6 bitevních lodí (Fusó a Jamaširo; Ise a Hjúga; Nagato a Mucu) a 4 bitevní křižníky (Kongó, Hiei, Kirišima a Haruna). Zástupci USA navíc požadovali i sešrotování bitevní lodě Mucu, která ale již byla dokončená a přijatá do služby a jako taková tudíž nespadala do kategorie rozestavěných lodí určených k sešrotování či konverzi.
Francie a Itálie nemusely vyřadit žádnou loď.

## Omezení u bitevních lodí
Bylo také přijato omezení parametrů bitevních lodí. Po konferenci vstoupil v platnost desetiletý zákaz stavby bitevních lodí. Jejich výtlak mohl být maximálně 35 000 T (výjimkou byl jen HMS Hood) a největší ráže děl 406 mm. Jelikož Británie neměla žádnou loď s touto ráží kanónů, bylo jí umožněno postavit dvě nové bitevní lodě s děly ráže 406 mm (pozdější Nelson a Rodney, dokončené v roce 1927).

## Z bitevních lodí jsou letadlové

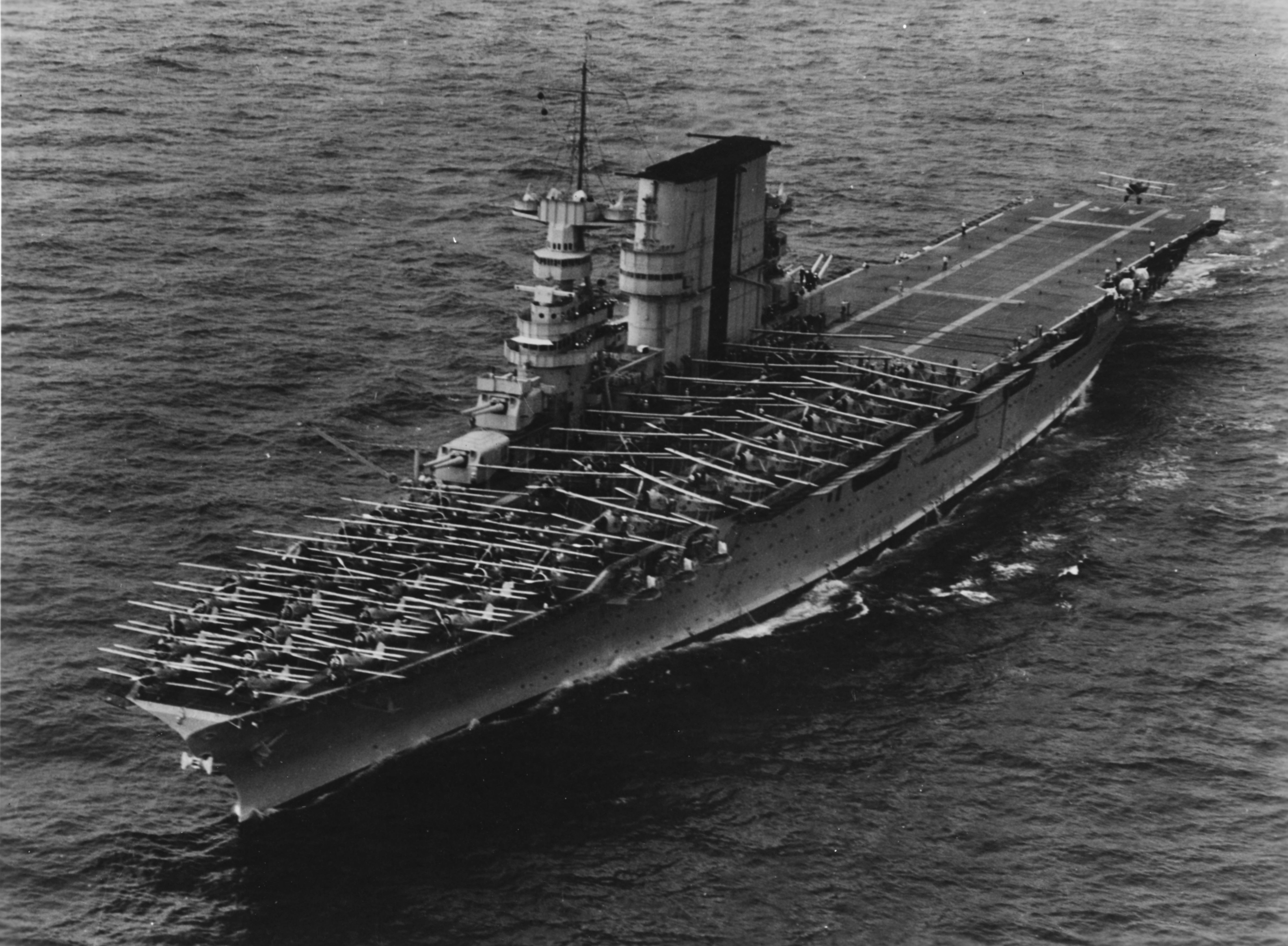
USS Saratoga, stavěná jako bitevní křižník, byla po Washingtonské konferenci dokončena jako letadlová loď

Aby byly využity rozestavěné bitevní lodě a neskončily jen ve šrotu, byla řada z nich použita k přestavbě na letadlové lodě. Týkalo se to amerických bitevních křižníků Lexington a Saratoga, japonských bitevních křižníků Akagi a Amagi (po jejím zničení při zemětřesení byl použit trup bitevní lodi Kaga), Francie přestavěla nedokončenou bitevní loď Béarn a Británie upravila lehké bitevní křižníky Glorious a Courageous, jejichž koncepce byla beztak slepou uličkou.

## Omezení u letadlových lodí
Výtlak letadlových lodí byl stanoven na 135 000 tun u Británie a USA, 81 000 tun u Japonska. Výtlak letadlových lodí byl omezen na maximálně 27 000 T (americké Lexington a Saratoga plus japonské Akagi a Kaga byly výrazně větší) a ráže jejich děl na 203 mm.

## Omezení u křižníků
Na Washingtonské konferenci byl omezen výtlak obrněných křižníků na 10 000 tun a ráže jejich děl na 203 mm. Vznikla tím nová kategorie těžkého, či tzv. „washingtonského křižníku“. Právě v této, jinak neomezené kategorii, začaly mocnosti opět tvrdě soupeřit.

## Závěr
USA na konferenci dosáhly jak parity s Británií, tak zrušení Britsko-japonského spojenectví. Japonsko přijalo převahu USA jen s nelibostí a za ústupků. Například bylo zakázáno opevňovat tichomořské ostrovy a námořní základny. Francie zase byla nespokojena s paritou se svým rivalem, Itálií. Blokovala proto omezení u ostatních kategorií válečných lodí.
Washingtonská konference se spolu s Versailleskou mírovou smlouvou stala základem poválečného uspořádání, tak zvaného Versailleský systém, které mělo zabránit dalším zničujícím válkám. Stejně jako se po vypršení desetiletého moratoria rozeběhlo zbrojení, vedl Versailleský systém pouze k tomu, že byla další válka odložena na 20 let.